# 君に戻ろう/雲
「君に戻ろう/雲」（きみにもどろう/くも）は2007年4月4日に発売された石井竜也22枚目のシングル。

## 解説
2年ぶりの石井ソロシングルは3度目の両A面でアルバム『日時計』と同時発売。初回盤は世界遺産『ストーンヘンジ』で撮影した写真集封入。初回盤と通常盤でジャケットが異なる。

## 収録曲
- 全作詞・作曲：石井竜也　編曲:TATOO
- 初回盤、通常盤共通

1. 君に戻ろう
TBS系『2時っチャオ!』2007年4・5月エンディングテーマ。
ハウス食品『六甲のおいしい水』[1]CMソング。
『自分自身の時の流れを思い出してみよう』と訴えかけるメッセージ・ソング。石井曰く、「自ら命を絶つという選択を増長させている今の社会風潮に向け自分なりに警笛を鳴らした」。ミュージック・ビデオは世界遺産『ストーンヘンジ』をバックに撮影[2]。『六甲のおいしい水』TV-CMヴァージョンは、本楽曲と歌詞が異なるCMオリジナルヴァージョン。
2. 雲 (Single Version)
アルバム『日時計』はアルバム・ヴァージョンで収録。
3. 君に戻ろう 〜Piano Version〜
ピアノ器楽曲。演奏は光田健一。
4. 君に戻ろう 〜instrumental〜
5. 雲 〜instrumental〜

## 収録作品
| 曲名       | 収録アルバム/PV集                | 発売日        | 備考                                                                        |
| ---------- | -------------------------------- | ------------- | --------------------------------------------------------------------------- |
| 君に戻ろう | 『日時計』                       | 2007年4月4日  | 12thオリジナル・アルバム                                                    |
| 君に戻ろう | 『Tatuya Ishii Symphony Dreams』 | 2007年5月30日 | ライブDVDボックス（MVを特典映像として収録）。                               |
| 君に戻ろう | 『日時計〜premium edition〜』    | 2007年8月29日 | 13thオリジナル・アルバム                                                    |
| 君に戻ろう | 『石弐 〜Best of Best〜』        | 2015年3月25日 | 2ndベスト・アルバム                                                         |
| 雲         | 『日時計』                       | 2007年4月4日  | 12thオリジナル・アルバム（『sundial version』として収録）                   |
| 雲         | 『日時計〜premium edition〜』    | 2007年8月29日 | 12thオリジナル・アルバム・アップグレード盤（『sundial version』として収録） |
| 雲         | 『石弐 〜Best of Best〜』        | 2015年3月25日 | 2ndベスト・アルバム                                                         |